# قصه‌ها
قصه‌ها فیلمی به کارگردانی رخشان بنی اعتماد محصول سال ۱۳۹۰ است. قصه‌ها توانست شیر نقره‌ای بهترین فیلمنامه را از هفتاد و یکمین جشنواره بین‌المللی فیلم ونیز برای این کارگردان حرفه‌ایی به ارمغان بیاورد.

## خلاصه داستان
گذر به هفت زندگی و آدم‌هایی است که درشرایطی نه استثنایی، در موقعیت‌هایی شبیه به بسیاری از ما و آدم‌های دیگر جامعه، زندگی را سر می‌کنند…

## بازیگران
- گلاب آدینه در نقش طوبی
- صابر ابر در نقش شوهر نرگس
- فرهاد اصلانی در نقش رضا
- بابک حمیدیان در نقش بابک
- نگار جواهریان در نقش نگار
- ریما رامین‌فر در نقش مدیر مرکز
- حبیب رضایی در نقش فیلمساز
- عاطفه رضوی در نقش نرگس
- مهراوه شریفی‌نیا در نقش معصومه
- محمدرضا فروتن در نقش عباس
- شاهرخ فروتنیان در نقش دکتر
- باران کوثری در نقش سارا
- پیمان معادی در نقش حامد
- فاطمه معتمدآریا در نقش نوبر
- حسن معجونی در نقش کارمند
- مهدی هاشمی در نقش آقای حلیمی

## جوایز
| قسمت                          | نامزد            | نتیجه   | جایزه        |
| ----------------------------- | ---------------- | ------- | ------------ |
| بهترین فیلم                   | رخشان بنی اعتماد | کاندیدا | سیمرغ بلورین |
| بهترین بازیگر نقش مکمل مرد    | فرهاد اصلانی     | کاندیدا | سیمرغ بلورین |
| بهترین چهره پردازی            | مهرداد میرکیانی  | کاندیدا | سیمرغ بلورین |
| بهترین فیلم از نگاه تماشاگران | 3/15             | کاندیدا | سیمرغ بلورین |

| قسمت                       | کاندیدا                      | نتیجه   | جایزه        |
| -------------------------- | ---------------------------- | ------- | ------------ |
| بهترین فیلم                | رخشان بنی اعتماد             | کاندیدا | سیمرغ بلورین |
| بهترین کارگردانی           | رخشان بنی اعتماد             | کاندیدا | سیمرغ بلورین |
| بهترین بازیگر نقش مکمل زن  | باران کوثری                  | کاندیدا | سیمرغ بلورین |
| بهترین بازیگر نقش مکمل زن  | گلاب آدینه                   | کاندیدا | سیمرغ بلورین |
| بهترین بازیگر نقش مکمل مرد | پیمان معادی                  | کاندیدا | سیمرغ بلورین |
| بهترین فیلمنامه            | رخشان بنی اعتماد/فرید مصطفوی | کاندیدا | تندیس بلورین |
| بهترین صدابرداری           | زنده یاد یدالله نجفی         | کاندیدا | تندیس بلورین |
| بهترین چهره پردازی         | مهرداد میرکیانی              | کاندیدا | تندیس بلورین |

### سایر جوایز
- - برنده جایزه تماشاگران - مرکز فیلم جین سیسکل
- برنده جایزه ویژه هیئت داوران - جوایز فیلم آسیا پاسیفیک
- برنده جایزه بهترین فیلم - جشنواره بین‌المللی فیلم کلکته
- برنده جایزه پنجره آسیا - جشنواره فیلم پوسان
- برنده جایزه بهترین فیلمنامه - جشنواره بین‌المللی فیلم ونیز
- برنده جایزه بهترین فیلم خارجی زبان - جشنواره فیلم هامبورگ

## حاشیه‌ها
در مهر ۱۳۹۳، کمیسیون فرهنگی مجلس شورای اسلامی با ارسال نامه‌ای به وزارت فرهنگ و ارشاد اسلامی، خواستار عدم صدور مجوز اکران این فیلم و ۷ فیلم دیگر شد که از آنها با عنوان «فیلم‌های مرتبط با فتنه» نام برده شده‌است. به گفته احمد سالک: «برخی فیلم‌ها با این که مجوز فیلمنامه و تولید دریافت کرده‌اند اما در هنگام ساخته شدن، به حاشیه رفته‌اند و نمایش آنها به مصلحت نظام نیست.» سرانجام پس از کشمکش میان مجلس و وزارت ارشاد، اکران فیلم «قصه‌ها» ساخته رخشان بنی‌اعتماد از صبح ۱۶ اردیبهشت ۱۳۹۴ در گروه سینمایی قدس آغاز شد.